# Tony Oller
Anthony Michael „(Tony)” Oller (ur. 25 lutego 1991 w Houston) – amerykański aktor i piosenkarz, a także tancerz.

## Życiorys
Urodził się i dorastał w Houston w Teksasie jako syn Mary Anne (z domu Brown) i Jeffa Ollera. Mając osiem lat zajął się aktorstwem i śpiewaniem. Rok później zagrał jedną z ról w przedstawieniu teatralnym Grease. Brał także lekcje śpiewu przez sześć lat. W tym czasie uczył się również grać na pianinie i gitarze. Jako samouk starał się nauczyć przez cztery lata grać na perkusji i saksofonie (tenor i alt) na potrzeby jego szkolnej kapeli. We wczesnej młodości zajmował się także tańcem. Głównie hip-hopem i stepowaniem z elementami baletu. Jako nastolatek był dumnym członkiem grupy tanecznej Planet Funk's Slam Squad hip hop dance (Jasona Andersona, choreografa).
Popularność zdobył w serialu Disney Channel Gdy zadzwoni dzwonek. W drugim sezonie zostały zaprezentowane jego trzy autorskie piosenki.

## Filmografia

### Filmy fabularne
- 2006: I Flunked Sunday School jako Lloyd
- 2010: Unanswered Prayers jako Jesse Beck
- 2011: Grabarz (Beneath the Darkness) jako 'Travis
- 2012: Someone Like You jako Tony
- 2013: Noc oczyszczenia (The Purge) jako Henry

### Seriale TV
- 2007–2009: Gdy zadzwoni dzwonek jako Daniel 'Danny' Neilson
- 2010: Giganci (Gigantic) jako Walt Moore
- 2011: CSI: Kryminalne zagadki Nowego Jorku jak Nicholas Albertson
- 2014: Grzmotomocni (The Thundermans) jako on sam.

### Gry komputerowe
- 1998: The Legend of the Mystical Ninja Starring Goemon jako Mini (głos)

## Dyskografia

### Single
| Rok  | Tytuł                  | Album             | Uwagi           |
| ---- | ---------------------- | ----------------- | --------------- |
| 2007 | "Shadow"               | the Bell Rings    | z Demi Lovato   |
| 2008 | "Could You Be the One" | the Bell Rings    |                 |
| 2008 | "Here I Go"            | the Bell Rings    |                 |
| 2008 | "All You Gotta Do"     | the Bell Rings    |                 |
| 2009 | "All I Need"           |                   | Zoovolution.com |
| 2009 | "Live Without You"     | z Naomi Jo Biggin |                 |
| 2012 | "Thank You"            | MKTO              |                 |
| 2013 | "Classic"              | MKTO              |                 |
| 2013 | "God Only Knows"       | MKTO              |                 |
| 2014 | "American Dream"       | MKTO              |                 |